# Олександр Митура
Олександр Митура — (нар. кінець XVI століття — пом. перша половина XVII століття) — давньоукраїнський поет, видавець, культурний і освітній діяч.
Належав до Києво-Печерського науково-літературного гуртка. На початку XVII століття в Києво-Печерському монастирі архімандрит Єлисей Плетенецький об'єднав поетів, перекладачів, видавців, теологів (Іов Борецький, Захарія Копистенський, Гаврило Дорофейович та ін.), які намагалися піднести роль і значення Києва в культурному житті України.
Докладних відомостей про Олександра Митуру не знайдено. Відомо лише, що до київського періоду свого життя він якийсь час вчителював у Львові. Можливо, викладав у львівській, а згодом у київській братських школах.

## «Візерунок цнот»

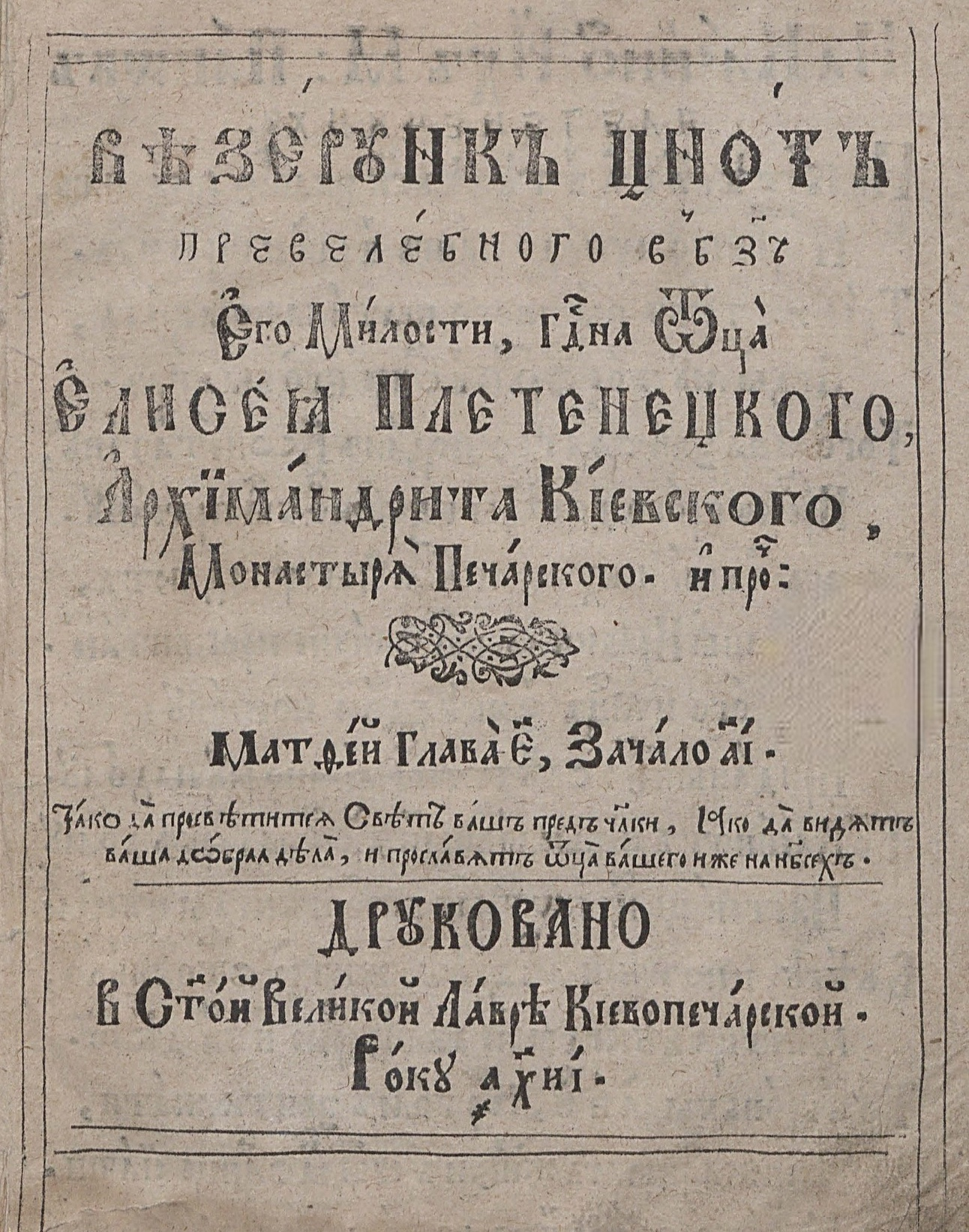
«Візерунк цнот... Єлисея Плетенецкого» (1618)

В 1618 році видав панегірик «Візерунк цнот... Єлисея Плетенецкого», що став першою друкованою поетичною книгою у Києві. В ній докладно висвітлюється культурна та освітня діяльність Плетенецького, заснування ним друкарні Києво-Печерської лаври, монастирів і церков. Панегірика створює своєрідний «ідеальний образ» тогочасного українського культурного діяча — вірного православній церкві, енергійного та освіченого. Цей твір, разом із поетичною книгою Касіяна Саковича «Вірші на жалісний потреб… Петра Конашевича Сагайдачного», став однією з вершин української поезії першої половини XVII століття. Книга зберігається в Російській державній бібліотеці.
На відміну від «Часослова» (1616), першої книги виданої у Києві, «Візерунок…» був написаний не церковнослов'янською, а українською книжною («простою») мовою, в якій відчутний вплив народної лексики та фразеології.